# Список заслуженных артистов Армянской ССР
Список заслуженных артистов Армянской ССР
Ниже приведён список заслуженных артистов Армянской ССР по годам присвоения звания.

## 1930-е

### 1932
- Аветисян, Авет Маркосович (1897—1971), актёр
- Вагаршян, Вагарш Богданович (1894—1959), актёр, театральный режиссёр, педагог, драматург
- Джанан (Джананян), Никита Миронович (1892—1937), актёр[1]
- Нерсесян, Рачия Нерсесович (1895—1961), актёр

### 1935
- Айвазян, Тигран Никитич (1893—1956), актёр[2]
- Сулейманов, Юнис Гаджи Сулейман оглы (1878—1950), актёр[3]
- Хачанян, Амвросий (1894—1944) — актер,[4]

### 1936
- Малян, Давид Мелкумович (1904—1976), актёр[5]

### 1938
- Бархударян, Патвакан Андреевич (1898—1948), режиссёр и актёр[6]

### 1939
- Зейналов, Али Юсиф оглы (1913—1950), актёр[7]
- Лисициан, Павел Герасимович (1911—2004), оперный певец[8]

## 1940-е

### 1940
- Вартанян, Завен Гевондович (1907—1974), кларнетист[9]

### 1943
- Воинова-Шиканян, Любовь Павловна (1909—1980), балерина

### 1944
- Галустян, Андрей Айрапетович (1908—1977), фаготист[10]
- Сазандарян, Татевик Тиграновна (1916—1999), оперная певица

#### 1945
- Саркисян, Саркис Карапетович (1907—1992) артист балета[11]
- Шахсабахлы, Али Фатулла оглы (1896—1973) актёр и режиссёр[12]

### 1946
- Асоян, Сурен Фаддеевич (1910—1977), гобоист[13]

## 1950-е

### 1950
- Акопян, Арутюн Амаякович (1918—2005), артист эстрады, фокусник-манипулятор[14]
- Марутян, Гайк (Георгий) Сумбатович (1913—2012), военный дирижёр[15]

### 1952
- Долуханова, Зара Александровна (1918—2007), певица[16]
- Гарибян, Анатолия Савельевна (1922—?) оперная певица.

### 1954
- Аванесова, Елена Богдановна (1922—?), артистка цирка, воздушная гимнастка[17]
- Капланян, Рачья Никитович (1923—1988) — актёр, театральный режиссёр[18]

### 1955[11]
- Айвазян, Пётр Михайлович (1913—?), флейтист[19]

### 1956
- Мутафян, Левон (Лев) Асатурович (1910-1969), кларнетист[20]

### 1957
- Карапетян, Рубен Ервандович (р. 1928), кларнетист[21]
- Оскузян, Хачатур Геворкович (1906—?), тубист[22]

## 1960-е

### 1960
- Алоян, Левон Михайлович (р. 1925), флейтист[23]

### 1961
- Абрамян, Хорен Бабкенович (1930—2004), актёр и режиссёр[24]
- Мкртчян, Фрунзик Мушегович (1930—1993), актёр и режиссёр

### 1962
- Агаян, Гурген Арсенович (1915—?), тромбонист[25]
- Азарян, Вруйр (Юрий) Айрапетович (1917—?), кларнетист[26]
- Месиян, Айказ Космосович (1917—?), трубач[27]
- Тулакян, Мкртыч Мигранович (Никита Миронович) (1924—?), кларнетист[28]
- Хачатрян, Шагриман Владимирович (1913—?) — трубач[29]

### 1963
- Тер-Восканян, Яков Мкртычевич[hy] ( Акоп Восканян) (1924—1993), - дирижёр

### 1965
- Гамбарян, Мария Степановна (1925) пианистка, профессор РАМ им. Гнесиных
- Мнацаканян, Норайр (1923—1986), армянский народный певец, актер театра и кино, журналист, публицист и педагог[30]

### 1966
- Джигарханян, Армен Борисович (1935—2020), актёр театра и кино[31]

### 1967
- Акопян, Рафаэль Арменакович (1929—2015), артист цирка, воздушный акробат, клоун, иллюзионист[17]
- Цицикян, Анаит Михайловна (1926—1999), скрипачка, педагог, музыковед[32]

## 1970-е

### 1970
- Зарьян, Генрих Наириевич (1928—1974) актёр[33]
- Стамболцян, Ваагн Паруйрович (1931—2011) органист, пианист, педагог.

### 1971
- Чепчян, Георгий Аветисович (1927—2016), актёр.

### 1972
- Саркисян, Сос Арташесович (1929—2013), актёр театра и кино

### 1973
- Чанчурян, Сурен Вараздатович (1937—2009), танцор

### 1976
- Бабаян, Христофор Петрович (р. 1925), гобоист[34]
- Диванян, Иван Мартынович (р. 1952) актёр[35]

### 1977
- Навасардян, Светлана Оганесовна (р. 1946), пианистка

### 1978
- Давтян, Надежда Леншиевна (1951—2019), балерина

### 1979
- Багдасарян, Рафаэль Иванович (1937—2016), кларнетист[36]
- Геворкян, Лаура Ашотовна (р. 1939), актриса[37]
- Матикян, Ремир Петросович (1935—2003), валторнист[38]

## 1980-е

### 1980
- Багдасаров, Михаил Ашотович (р. 1945), артист цирка, дрессировщик хищных животных[39]

### 1985
- Мурадян, Абгар Гургенович (1944—2010), кларнетист[40]
- Папикян, Омар Иванович (1941—2018), тромбонист[41]

### 1987
- Топчян, Анаит Карапетовна (1947—2017), актриса театра и кино.

## Год присвоения не установлен
- Арцунян, Ваган (?-?), актёр[42]
- Бабаян, Джульетта, актриса[43]
- Баблоев, Сурен Исаакович (1918—1979), хоровой дирижёр[44]
- Бутенин, Лев Николаевич(1941—2000), актёр[45]
- Гарагаш, Михаил, актёр[46]
- Геворкян, Николай, актёр[47]
- Даниэлян, Айкануш Багдасаровна (1893—1958), оперная певица
- Девоян, София, актриса[48]
- Есаян, Эдвард, актёр[49]
- Минасян, Георгий Артаваздович (1942—2004), эстрадный певец.
- Рындин, Владислав Васильевич (1937—2015), актёр театра и кино, в 1971—1979 гг. служил в Ереванском русском театре имени Станиславского[50].